# Dylan
Dylan  è un nome proprio di persona inglese e gallese maschile.

## Varianti
- Inglese: Dyllan[3], Dillan[1][3], Dillon[1][3], Dillyn[3]

## Origine e diffusione

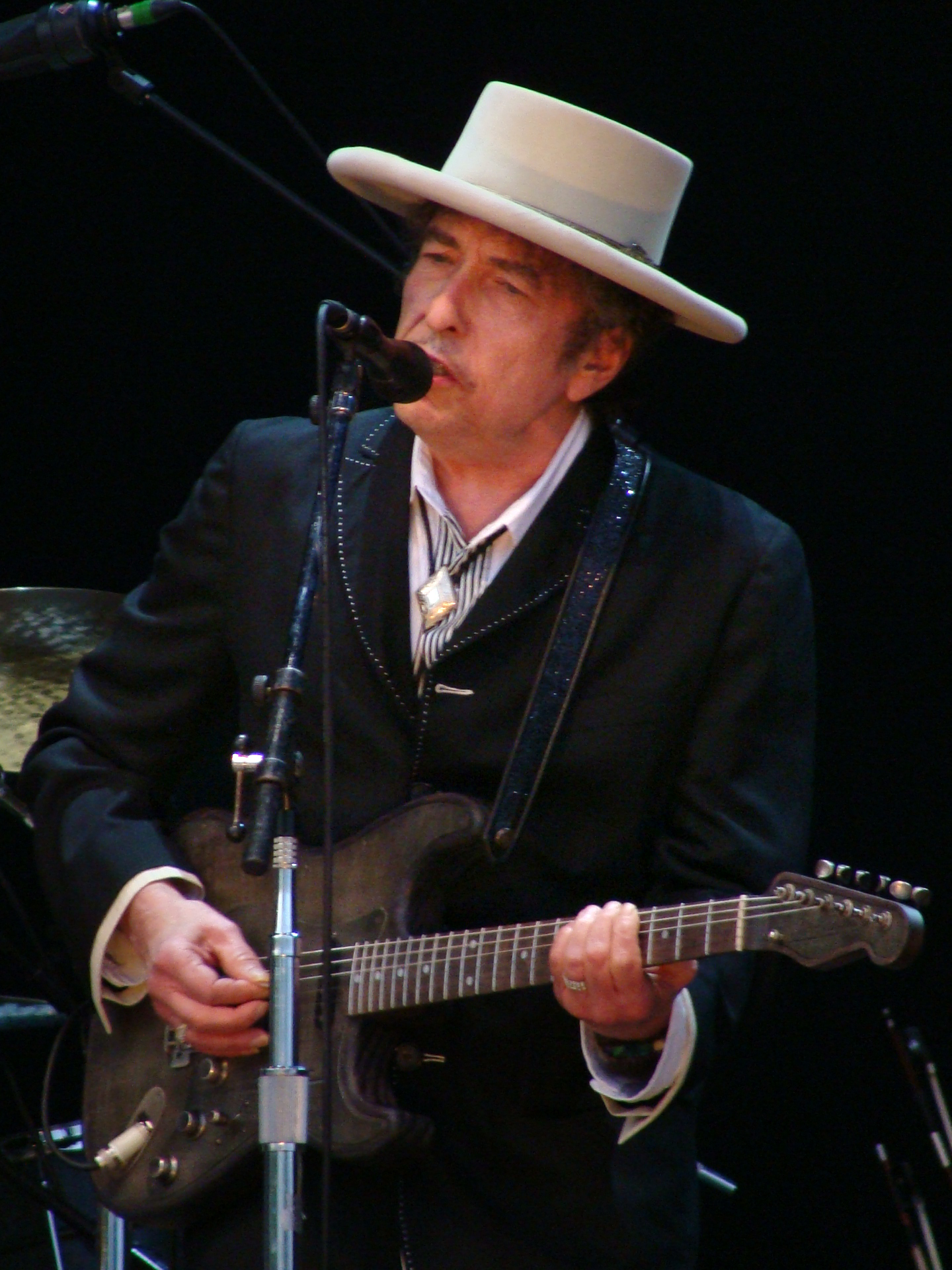
Bob Dylan

È un nome di origine gallese, generalmente ricondotto ad un vocabolo che significa "onda", "oceano", "mare"; etimologicamente, è composto dagli elementi dy ("grande") e llanw ("flusso", "corrente", "marea"). In gallese la corretta pronuncia del nome è ˈdulan, mentre in inglese viene normalmente pronunciato ˈdɪlən.
È presente nella mitologia gallese, dove Dylan Ail Don è un dio o un eroe associato al mare, figlio di Arianrhod, che venne ucciso per errore da suo zio Gofannon. Il nome venne portato dal noto poeta gallese Dylan Thomas (1914-1953), in onore del quale venne scelto per il suo pseudonimo dal cantautore statunitense Bob Dylan (il cui nome alla nascita Robert Allen Zimmerman); grazie a questi due personaggi, nella seconda metà del XX secolo il nome si è diffuso al di fuori del Galles raggiungendo i vari paesi anglofoni, e venendo ulteriormente rilanciato negli anni Novanta dalla popolarità di Dylan McKay, un personaggio della serie televisiva Beverly Hills 90210.
Va notato che, al di fuori del Galles, questo nome è mischiato frequentemente con Dillon, tanto che i due vengono considerati varianti dello stesso nome; Dillon deriva però dall'omonimo cognome inglese, che ha un'origine differente.
Durante gli ultimi anni, soprattutto nei paesi anglosassoni, viene usato anche al femminile; anche se al maschile rimane più popolare.

## Onomastico
Il nome è adespota, cioè non è portato da alcun santo, quindi l'onomastico ricade il 1º novembre, in occasione di Ognissanti.

## Persone
- Dylan Armstrong, atleta canadese
- Dylan Baker, attore statunitense

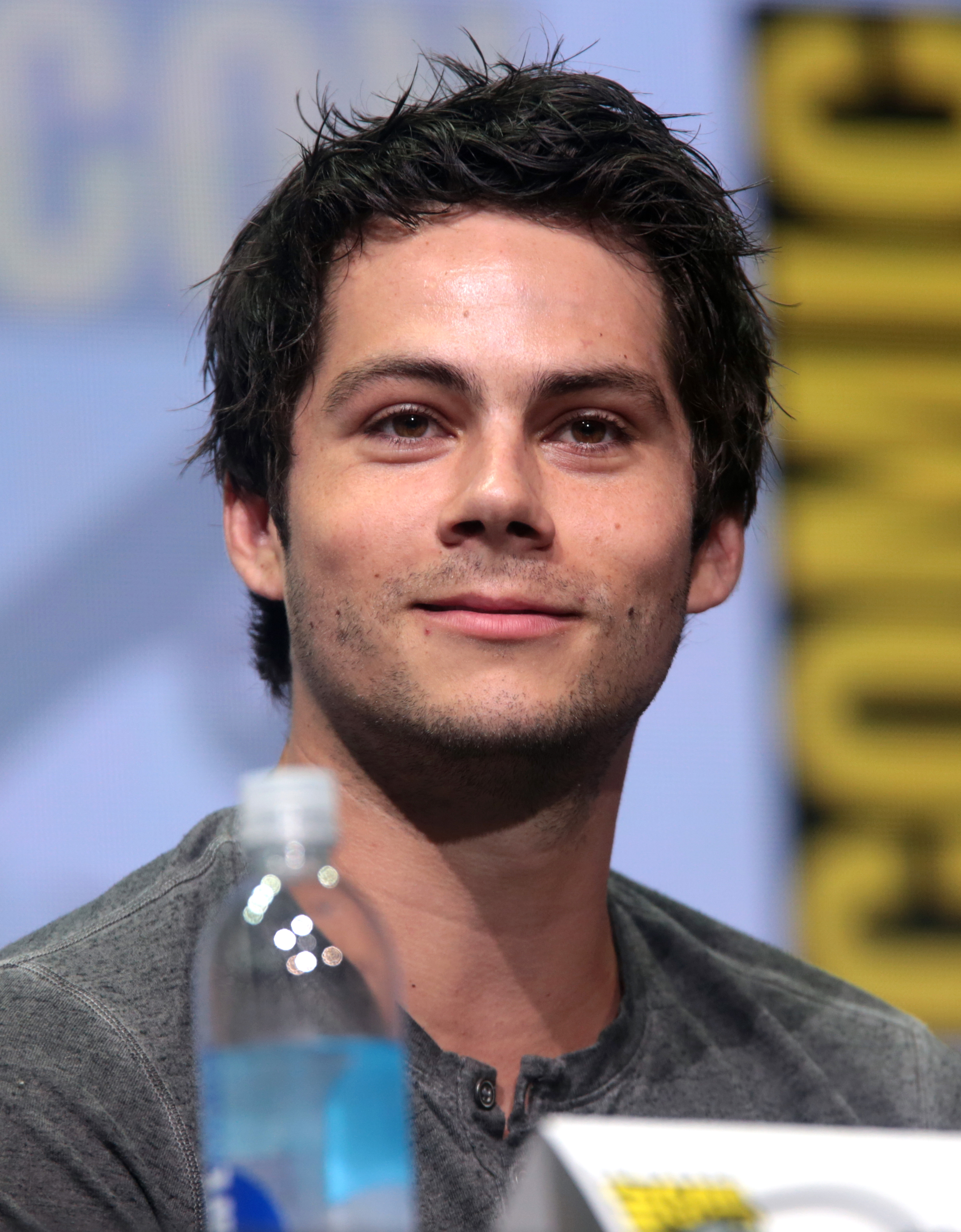
Dylan O'Brien

- Dylan Carlson, chitarrista e cantante statunitense
- Dylan des Fountain, rugbista a 15 sudafricano
- Dylan Hartley, rugbista britannico
- Dylan Macallister, calciatore australiano
- Dylan McDermott, attore statunitense
- Dylan Minnette, attore, cantante e musicista statunitense
- Dylan Moran, attore, comico e scrittore irlandese
- Dylan Neal, attore canadese
- Dylan O'Brien, attore statunitense
- Dylan Sprouse, attore statunitense
- Dylan Thomas, poeta, scrittore e drammaturgo gallese

### Variante Dillon
- Dillon Brooks, cestista canadese
- Dillon Casey, attore statunitense
- Dillon Francis, disc jockey, produttore discografico, comico e musicista statunitense
- Dillon Gee, giocatore di baseball statunitense

## Il nome nelle arti
- Dylan Dog è il personaggio principale dell'omonimo fumetto.
- Dylan McKay è un personaggio della serie televisiva Beverly Hills 90210.
- Dylan Mayfair (femminile) è un personaggio della serie televisiva Desperate Housewives.